# Centrale de Coo-Trois-Ponts
La centrale hydroélectrique de Coo-Trois-Ponts est une centrale hydroélectrique belge, située à Coo, dans la vallée de l'Amblève sur le territoire des communes de Stavelot et Trois-Ponts, dans la province de Liège.
Il s'agit d'une centrale de pompage-turbinage. Elle appartient à Engie - Electrabel.

## Géographie
Le dénivelé entre les bassins supérieurs sur le Mont Saint-Victor à Brume et le bassin inférieur à Coo est de 275 mètres.
Le bassin inférieur occupe un ancien méandre de l'Amblève, détourné au XVIIIe siècle par les moines de l'abbaye de Stavelot en créant artificiellement la cascade de Coo.

## Histoire
La construction se fit en deux phases : 474 MW en 1971 auxquels vinrent s'ajouter un second bassin supérieur et 690 MW en 1980.
En 2015, l'opérateur envisage un accroissement de la capacité de la centrale de 50% via la construction d'un nouveau bassin supérieur sur les hauteurs de Coo.
En septembre 2019, 2 640 panneaux photovoltaïques ont été inaugurés à la centrale hydroélectrique de Coo en collaboration avec le parc d'attraction Plopsa Coo. D’autres projets relatifs à la production d'énergie verte tels que la construction de nouvelles turbines devraient voir le jour dans le futur.
En 2021, un rehaussement de 2 mètres des digues d'un des bassins supérieurs est entrepris. La puissance de la centrale passera de 1 080 MW à 1 159 MW tandis que le volume de stockage passera de 6 000 MWh à 6 450 MWh d'ici 2025.

## Description

### Situation
La centrale est située en souterrain entre deux bassins supérieurs et un bassin inférieur qui occupe un ancien méandre de l'Amblève. L'usine électrique, située à environ 60 mètres sous la surface du sol, fait 128 mètres de long, 27 de large et 40 de haut. Les deux conduites forcées sont deux fois plus longues que hautes et font 8 et 6 mètres de diamètre et 20 mm d'épaisseur. La variation du niveau de l'eau est de 15 mètres pour le bassin inférieur et de 25 mètres dans les bassins supérieurs. Les bassins sont étanchéisés avec un revêtement bitumineux et l'eau est utilisée en circuit fermé.

### Pompage-turbinage
L'installation sert à adapter la fourniture constante en énergie de la centrale nucléaire de Tihange aux besoins variables du réseau. L'eau est pompée quand la demande est faible et turbinée lors des pics de consommation. Le fonctionnement est automatisé et commandé depuis Bruxelles.
La centrale comporte six turbines Francis réversibles (convertibles en pompes) à axe vertical de plus de 4 mètres de diamètre. Le passage du mode pompage au mode turbinage s'effectue en quelques minutes.
Le turbinage est capable de fournir 1 164 MW pendant 5 heures (un stockage de 5 000 mégawattheures). Par an, cela représente un stockage/restitution de 1 000 GWh avec un rendement de 75 %. La quantité d'eau mise en œuvre est de 8 450 000 m3.
Les rotors des machines électriques synchrones font 5,82 mètres de diamètre (6,91 pour Coo II) et tournent à 300 tours par minute (Coo I) et 273 tr/min (Coo II). Dans le mode pompage, le moteur est lancé par un moteur auxiliaire pour atteindre la vitesse de synchronisme.  Les débits de Coo I sont de 60 m3/s (Coo II 100 m3/s) pour le turbinage et 51 m3/s (Coo II 82 m3/s) lors du pompage.  Les génératrices pour Coo I font 200 MVA et 190 MVA en mode moteur (Coo II, 230 et 200 MVA). Des vannes à boule de 2,65 mètres de diamètre commandent le débit. Une vanne à charnière commandée par un vérin hydraulique unique permet d'isoler la turbine de la conduite basse.
Alors que la centrale de Coo avait pour objectif initial d'absorber l'excédent de production nucléaire produit la nuit pour le restituer le jour, elle est de plus en plus sollicité pour compenser les variations de la production des énergies renouvelables : si ses turbines démarraient environ 2 000 fois par an, dans les années 2010, en 2023 elles réalisent 15 000 démarrages par an.

## Production électrique
De la centrale part une ligne de haute tension de 380 000 volts vers le poste de transformation d'Elia à Brume qui alimente en électricité deux lignes à haute tension : l'une vers la province de Luxembourg, jusqu'à Aubange, à la frontière française et l'autre vers la centrale nucléaire de Tihange, près de Huy. Les lignes à 380 000 volts étant les lignes avec le plus haut voltage en Belgique.

## Images

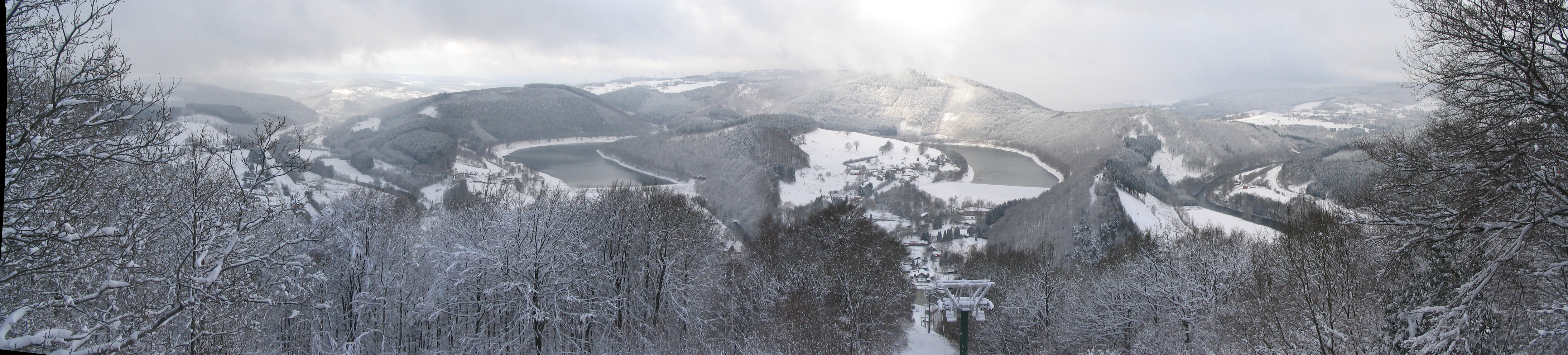
Panorama hivernal du réservoir inférieur dans l'ancien méandre de l'Amblève. Derrière, on aperçoit le Mont Saint-Victor à Brume, où se situent les réservoirs supérieurs.

Schéma de l'installation.
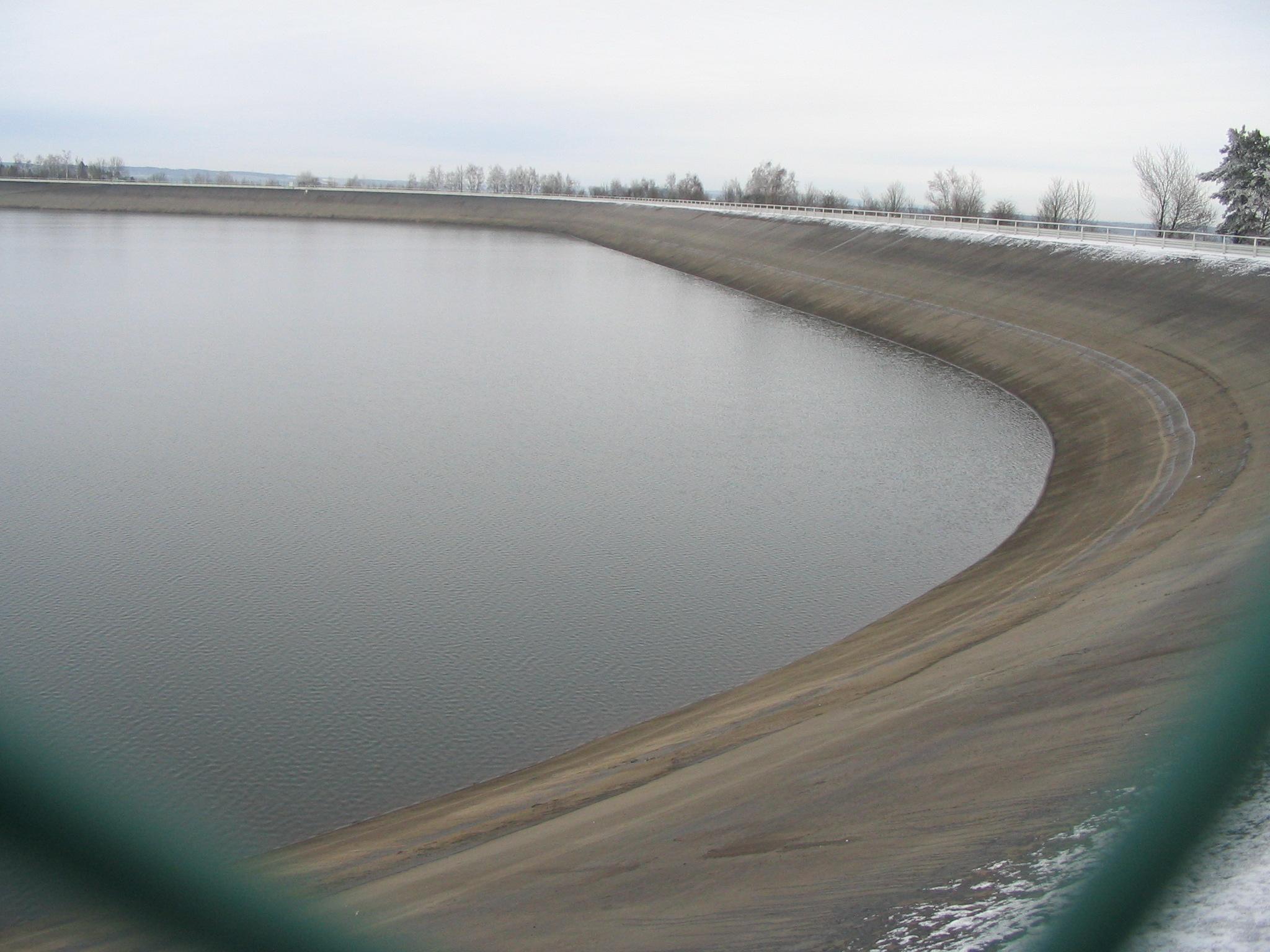
Le bassin supérieur.
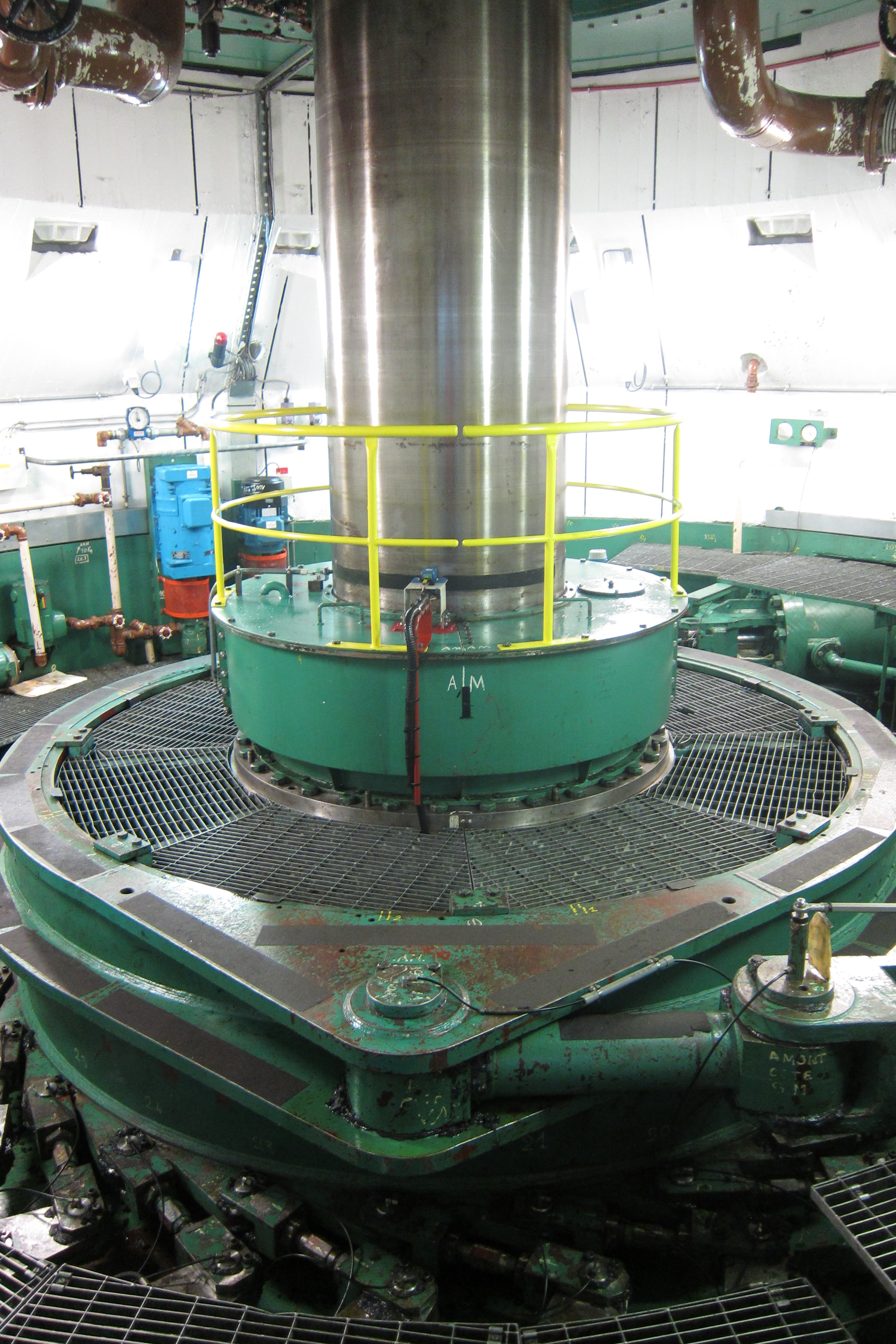
L'une des turbines.
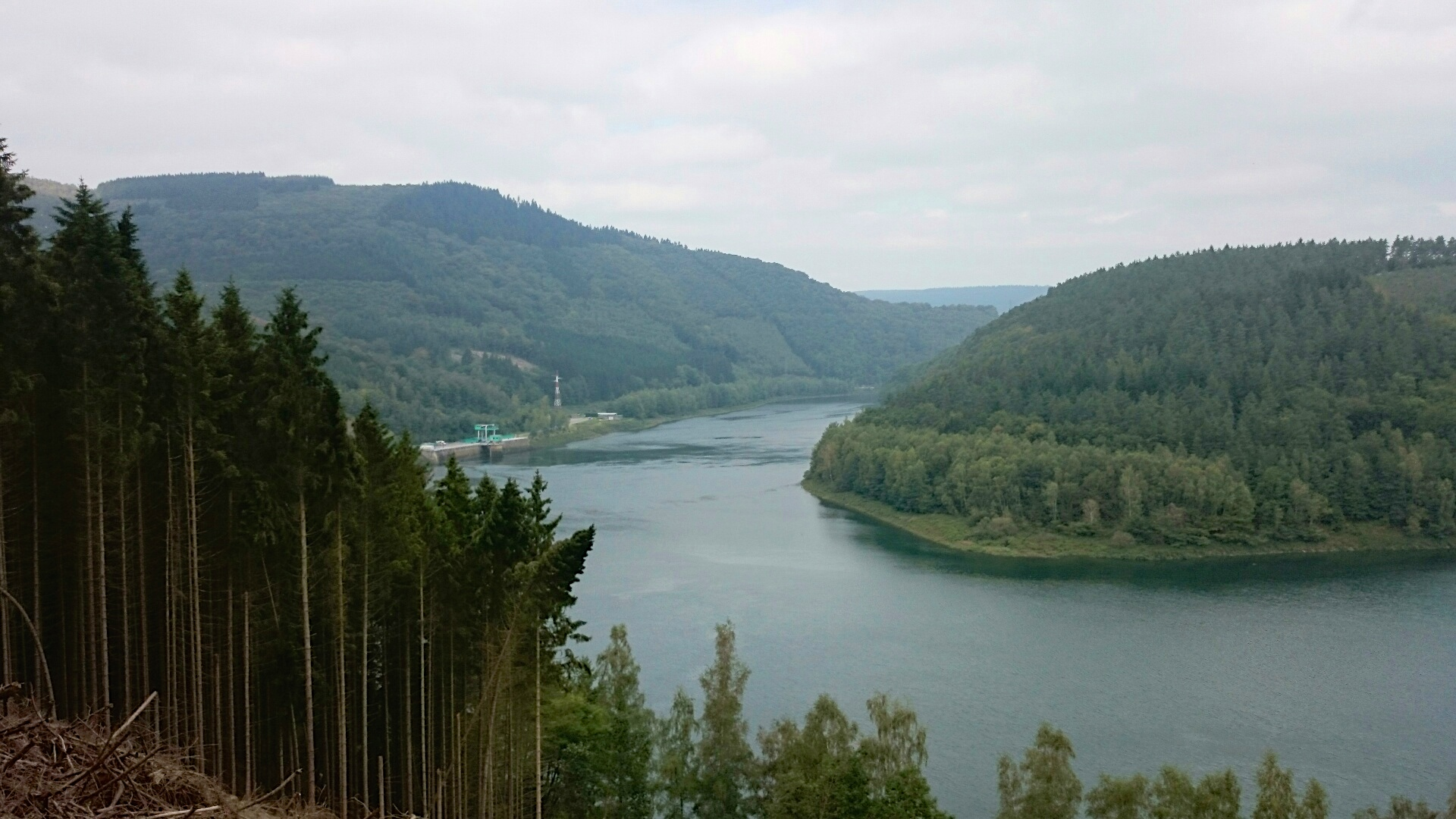
Le lac.